# Alexis Bertin
Pour les articles homonymes, voir Bertin.
Alexis Bertin, né le 13 mai 1980 au Havre, est un footballeur français devenu entraîneur. Il évoluait en tant que milieu défensif.

## Carrière
Il signe son premier contrat professionnel avec Le Havre où il reste pendant 6 saisons avant de tenter une aventure à l'étranger en Angleterre à Brighton où il reste une saison.
Le 25 septembre 2007, après un essai non concluant avec le club anglais de Luton Town, il s'engage avec le FC Gueugnon.
Ce club bourguignon descend en National. Alexis Bertin signe pour deux saisons en Bulgarie, au Litex Lovetch. Il y rejoint son ancien partenaire Wilfried Niflore et ses compatriotes Cédric Cambon et Cédric Uras. Il y résilie son contrat en janvier 2009. Lors de l'intersaison 2009, il participe au stage de l'UNFP destiné aux joueurs sans contrat. Fin juillet 2009 il décide de signer à l'AS Cannes. Enfin, en 2011 il s'engage au Football Club de Martigues, club de National. Il y reste jusqu'en 2014, puis joue dans des clubs amateurs de Normandie. Il sera par la suite entraîneur, commentateur sur France Bleu Normandie et gérant d'une salle de sport du Havre,.

### Carrière de joueur
- 2000-janvier 2007 : Le Havre AC ( France)
- janvier 2007-juin 2007 : Brighton and Hove Albion ( Angleterre)
- 2007-2008 : FC Gueugnon ( France)
- 2008-jan 2009 : PFK Litex Lovetch ( Bulgarie)
- 2009-2011 : AS Cannes ( France)
- 2011-2014 : FC Martigues ( France)
- 2014-2015: US Fécamp ( France)
- 2015-2021 : SC Octeville-sur-Mer ( France)

### Carrière d'entraîneur
- 2015-2021 : SC Octeville-sur-Mer ( France)
- 2022-2024 : AS Trouville-Deauville ( France)